# Невский ликёро-водочный завод
Невский ликёро-водочный завод — предприятие пищевой промышленности Санкт-Петербурга.

## Текущее состояние
ЛВЗ в феврале 2006 года взял в кредит в размере 50 млн рублей под 15 % годовых. В качестве процентов банк начислил ещё 7,2 млн рублей. Завод кредит не погасил и имущество было арестовано.
Организация ликвидирована 22 мая 2012 г.

## Перспективы
Фонд имущества Петербурга планирует 30 мая провести аукцион по продаже здания производственного корпуса.